# セーラ・マリ・カミングス
セーラ・マリ・カミングス（Sarah Marie Cummings、1968年 - ）は、アメリカ合衆国ペンシルベニア州出身の実業家。日本で活動しており、株式会社文化事業部代表取締役を務める。利酒師の資格も持つ。

## 来歴
アメリカ合衆国ペンシルベニア州ステートカレッジ出身。
1991年から1992年まで、関西外国語大学に交換留学生として訪日した。1993年5月にペンシルベニア州立大学を卒業する。1998年長野オリンピックへの関心から、長野県にある株式会社マルイチ産商中央研究所に入社した。当時の身分は契約社員で、長野オリンピック組織委員会のボランティアスタッフとして5年間滞在する予定だった。しかし会社の体質に限界を感じて退社する。1994年6月に小布施堂に入社する。小布施堂では一人だけの「経営企画室」所属となった。
小布施堂に移った最初の冬に桝一市村酒造場（両社はグループ企業）の酒造りを「一日体験」して、日本酒造りに強い関心を抱く。
1996年1月、欧米人としては最初となる利酒師に認定される。
1997年または1998年に小布施堂および桝一市村酒造場の取締役に就任する。桝一市村酒造場では、途絶えていた木桶仕込みの銘柄を復活させ、日本酒職人の後継者を確保するため、季節労働者としての側面の強かった彼らを通年雇用する仕組み作りにも取り組んだ。酒蔵を改装したレストラン「蔵部」は、ドライブイン形式でレトルト食品を売るという当初の社長の構想に反対を訴え、半年後に彼女にプロジェクトが委ねられて実現した。桝一市村酒造場での施策実行に際しては内部からの反発もあったが、社長が常に自分の味方になってくれたと2009年のインタビューで述べている。1999年12月には日本酒造組合中央会の日本酒青年協議会員となる（外国人として初）。
この間、1998年長野オリンピックでは、イギリス選手団のアシスタント・アタッシェを務めた。
2001年、SMC（ストラティジック・マネージメント・コンサルティング）株式会社を設立した。2002年に桶仕込み保存会を立ち上げる。これは利き酒師の称号を得た際の雑誌の取材で、木製の桶を使っている酒蔵がほとんどないことを知ったのがきっかけだった。
2004年4月に株式会社文化事業部を設立して代表取締役に就任した。
2005年、県歌「信濃の国」英語版の作詞監修を担当する。
2006年に、長野県在住のアメリカ人男性と結婚した。 同年5月には桝一市村酒造場の代表取締役に就任した。
勤務先のある長野県上高井郡小布施町で地域おこしも手がけ、1998年には国際北斎会議を誘致した。小布施堂と文化事業部が2009年にサービス産業生産性協議会の第7回「ハイ･サービス日本300選」企業に選ばれた際には、「受賞理由」の「サービスの高付加価値化」に関して文化的活動に対する彼女の指揮や行動力が言及された。
2013年6月に桝一市村酒造場、2014年に小布施堂の役員をそれぞれ退任し、株式会社文化事業部とともに独立した。2014年に長野市若穂へ活動の拠点を移す。居住する家は、夫が結婚前に暮らしていた場所で、茅葺きの母屋はその時点で築110年を超えていた。
セーラが小布施を離れた後に、小布施堂と桝一市村酒造場代表の市村次夫は小布施時代の彼女について、着眼点や突破力・発信力を評価する一方、桝一市村酒造場に作った宿泊施設の建設時に建築家との意思疎通が途中から障害を来したことや、「同時代に同じ事に携わった人には、何かしらの傷として残っているところ」の存在を挙げ、「光の部分と同時に影の部分もあって、それは拭いきれないと思います」と述べた（かかわった人がいなくなった後に「歴史」として見られたときには「光の部分だけが輝いて見えてくるのではないでしょうか」とも話している）。
このほか東京オリンピック・パラリンピック競技大会組織委員会の文化・教育委員会メンバーを務めた。

## 著書
- 『小布施ッション〈2001‐2002〉長野県小布施町から洗練された発信』日経BP企画、2002年 ISBN 978-4931466739

## 関連書籍
- 清野由美『セーラが町にやってきた』プレジデント社、2002年 ISBN 978-4833417488

## 賞歴
- 2002年「ウーマン・オブ・ザ・イヤー」大賞（日経ウーマン）[7]
- 2003年
  - 「人間力大賞2003」（日本青年会議所）
  - 地球市民財団特別賞
- 2008年 地域づくり総務大臣賞個人賞[3]